# Lamentin
Lamentin é uma comuna francesa na região administrativa de Guadeloupe, no departamento de Guadeloupe. Estende-se por uma área de 65 km², com 13 414 habitantes, segundo os censos de 1999, com uma densidade de 206 hab/km².